# جون هاي (سياسي)
جون هاي هو سياسي كندي، ولد في 26 يونيو 1862، وتوفي في 16 يناير 1925 في لاشوت في كندا. حزبياً، نشط في حزب كيبيك الليبرالي. وقد انتخب عضو الجمعية الوطنية في كيبك ‏ عن دائرة Argenteuil (provincial electoral district) ‏ (5 مارس 1910 – 1912).